# Digoniopterys microphylla
Digoniopterys é um género botânico pertencente à família Malpighiaceae.

## Espécies
- Digoniopterys microphylla